# ادی آدامز
ادی آدامز (انگلیسی: Edie Adams؛ ۱۶ آوریل ۱۹۲۷ – ۱۵ اکتبر ۲۰۰۸) یک هنرپیشه و خواننده اهل ایالات متحده آمریکا بود. وی بین سال‌های ۱۹۵۱ تا ۲۰۰۴ میلادی فعالیت می‌کرد.

## گزیده فیلمشناسی
از فیلم‌ها یا برنامه‌های تلویزیونی که وی در آن نقش داشته‌است می‌توان به آثار زیر اشاره کرد.
- آپارتمان (1960)
- زیر درخت یوم یوم (1963)
- دنیای دیوانه، دیوانه، دیوانه، دیوانه (1963)
- عشق با غریبه مطلوب (1963)
- اسکار (1966)